# Lac au Lard
Lac au Lard är en sjö i Kanada.   Den ligger i regionen Mauricie och provinsen Québec, i den sydöstra delen av landet, 300 km nordost om huvudstaden Ottawa. Lac au Lard ligger 316 meter över havet. Arean är 2,9 kvadratkilometer. Den sträcker sig 6,1 kilometer i nord-sydlig riktning, och 1,7 kilometer i öst-västlig riktning.
I omgivningarna runt Lac au Lard växer i huvudsak blandskog. Trakten runt Lac au Lard är nära nog obefolkad, med mindre än två invånare per kvadratkilometer.